# Úrvalsdeild (2004)
Sezon 2004 był 93. sezonem o mistrzostwo Islandii. Drużyna KR nie obroniła tytułu mistrzowskiego, zdobył go natomiast zespół FH, zdobywając trzydzieści siedem punktów w osiemnastu meczach. Po sezonie spadły zespoły Víkingur Reykjavík i KA Akureyri.

## Drużyny
Po sezonie 2003 z ligi spadły zespoły Valur i Þróttur Reykjavík, z 1. deild awansowały natomiast drużyny Keflavík i Víkingur Reykjavík.
| Uczestnicy poprzedniej edycji                                                                                 | Uczestnicy poprzedniej edycji | Uczestnicy poprzedniej edycji | Uczestnicy poprzedniej edycji |
| --- | ----------------------------- | ----------------------------- | ----------------------------- |
| KRE | KR                            | 1                             |                               |
| FH | FH                            | 2                             |                               |
| ÍA | Akraness                      | 3                             |                               |
| FYL | Fylkir                        | 4                             |                               |
| ÍBV | ÍB Vestmannaeyja              | 5                             |                               |
| GRI | Grindavík                     | 6                             |                               |
| FRA | Fram                          | 7                             |                               |
| KA | KA Akureyri                   | 8                             |                               |
| Awans z 1. deild                                                                                              |                               |                               |                               |
| ÍBK | Keflavík                      | 1                             |                               |
| VÍR | Víkingur Reykjavík            | 2                             |                               |
| Oznaczenia: - kolumna pierwsza – skróty nazw drużyn, - kolumna trzecia – miejsce zajęte w poprzednim sezonie. |                               |                               |                               |

## Tabela
| Lp. | Drużyna                | M  | Z  | R | P  | Bramki | Bramki | Różn. | Pkt | Uwagi                                       |
| --- | ---------------------- | -- | -- | - | -- | ------ | ------ | ----- | --- | ------------------------------------------- |
| 1   | FH (M)                 | 18 | 10 | 7 | 1  | 33     | 16     | +17   | 37  | Liga Mistrzów UEFA • I runda kwalifikacyjna |
| 2   | ÍB Vestmannaeyja       | 18 | 9  | 4 | 5  | 35     | 20     | +15   | 31  | Puchar UEFA • I runda kwalifikacyjna        |
| 3   | Akraness               | 18 | 8  | 7 | 3  | 28     | 19     | +9    | 31  | Puchar Intertoto • I runda                  |
| 4   | Fylkir                 | 18 | 8  | 5 | 5  | 26     | 20     | +6    | 29  |                                             |
| 5   | Keflavík               | 18 | 7  | 3 | 8  | 31     | 33     | −2    | 24  | Puchar UEFA • I runda kwalifikacyjna1       |
| 6   | KR                     | 18 | 5  | 7 | 6  | 21     | 22     | −1    | 22  |                                             |
| 7   | Grindavík              | 18 | 5  | 7 | 6  | 24     | 31     | −7    | 22  |                                             |
| 8   | Fram                   | 18 | 4  | 5 | 9  | 19     | 28     | −9    | 17  |                                             |
| 9   | Víkingur Reykjavík (S) | 18 | 4  | 4 | 10 | 19     | 30     | −11   | 16  | Spadek do 1. deild                          |
| 10  | KA Akureyri (S)        | 18 | 4  | 3 | 11 | 13     | 30     | −17   | 15  | Spadek do 1. deild                          |

## Wyniki
| Gospodarz \ Gość   | ÍA  | FRA | FYL | GRI | FH  | KA  | KRE | ÍBK | ÍBV | VÍR |
| Akraness           |     | 0:4 | 1:1 | 0:0 | 2:2 | 2:1 | 0:0 | 2:1 | 2:1 | 0:2 |
| Fram               | 0:2 |     | 1:1 | 2:1 | 1:2 | 0:1 | 1:0 | 1:6 | 1:2 | 3:0 |
| Fylkir             | 2:2 | 1:0 |     | 1:1 | 1:0 | 0:1 | 3:1 | 2:0 | 1:2 | 2:1 |
| Grindavík          | 1:1 | 3:2 | 0:2 |     | 0:4 | 2:0 | 0:0 | 3:2 | 1:1 | 3:3 |
| FH                 | 2:2 | 4:1 | 1:0 | 4:1 |     | 2:2 | 1:1 | 1:1 | 2:1 | 0:0 |
| KA Akureyri        | 0:5 | 0:0 | 0:2 | 1:1 | 1:2 |     | 3:2 | 1:2 | 0:1 | 0:2 |
| KR                 | 1:0 | 3:0 | 1:1 | 2:3 | 0:1 | 2:1 |     | 1:1 | 0:0 | 2:1 |
| Keflavík           | 0:2 | 1:1 | 4:2 | 3:4 | 0:1 | 1:0 | 3:1 |     | 2:5 | 1:0 |
| ÍB Vestmannaeyja   | 0:1 | 1:1 | 3:1 | 2:0 | 1:3 | 4:0 | 2:2 | 4:0 |     | 3:0 |
| Víkingur Reykjavík | 1:4 | 0:0 | 1:3 | 1:0 | 1:1 | 0:1 | 1:2 | 2:3 | 3:2 |     |

Źródło:  (ang.)
Objaśnienia:
1Drużyna gospodarzy jest wymieniona po lewej stronie tabeli.
Kolory: zielony – zwycięstwo gospodarzy, żółty – remis, różowy – zwycięstwo gości.

## Najlepsi strzelcy
| Bramki | Strzelcy                      | Drużyna          |
| ------ | ----------------------------- | ---------------- |
| 12     | Gunnar Heiðar Þorvaldsson     | ÍB Vestmannaeyja |
| 11     | Grétar Ólafur Hjartarson      | Grindavík        |
| 10     | Þórarinn Brynjar Kristjánsson | Keflavík         |
| 8      | Allan Borgvardt               | FH               |
| 7      | Ríkharður Daðason             | Fram             |
| 7      | Björgólfur Hideaki Takefusa   | Fylkir           |
| 7      | Arnar Gunnlaugsson            | KR               |
| 6      | 2 zawodników                  | 2 zawodników     |
| 5      | 2 zawodników                  | 2 zawodników     |
| 4      | 12 zawodników                 | 12 zawodników    |